# Junami

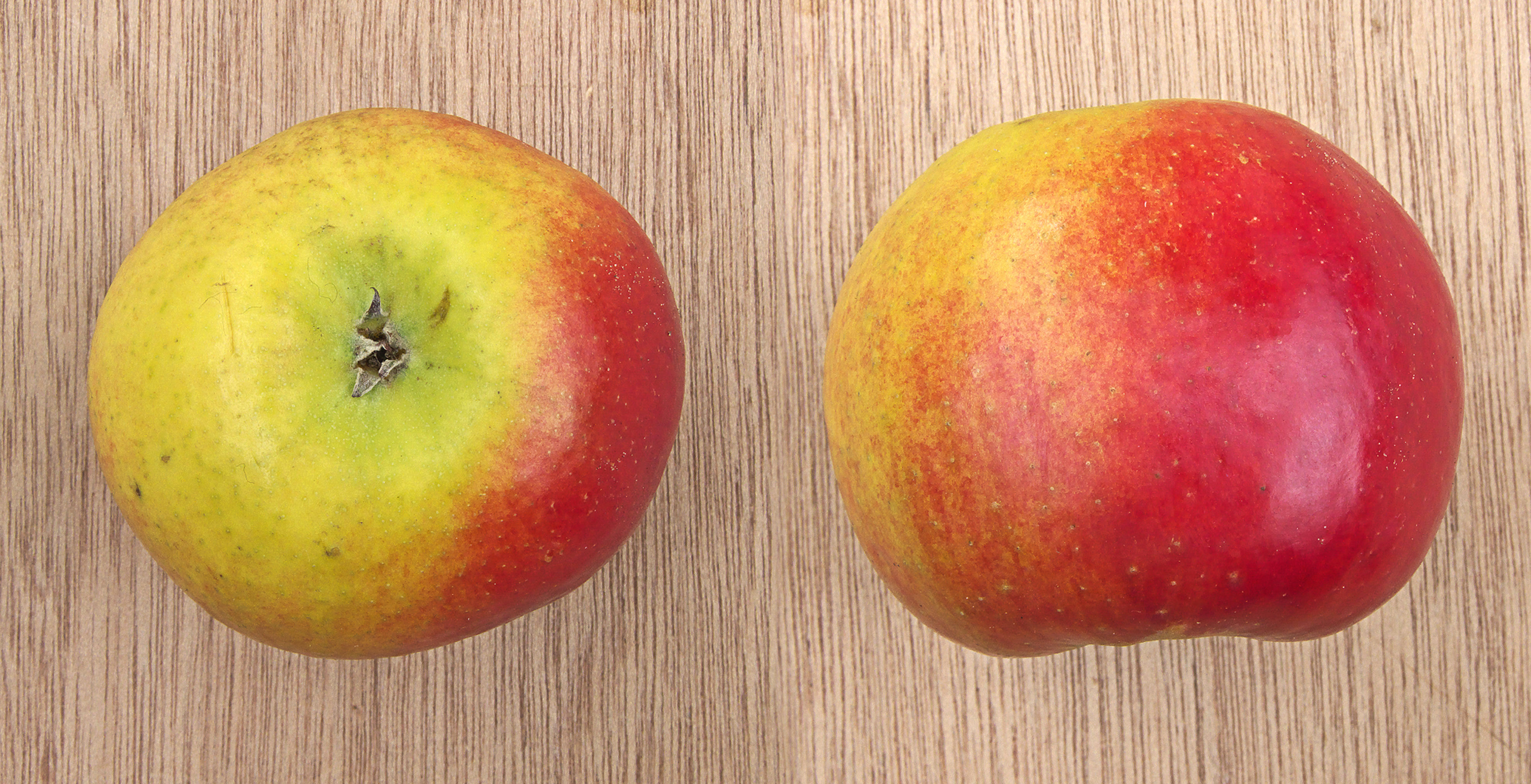
'Junami'

De Junami is een appel met een rode blos op een bleek geelgroene ondergrond. Junami heeft sappig vruchtvlees. Het vruchthout groeit horizontaal tot hangend.
Het ras is afkomstig van het onderzoeksinstituut F.A.W. in Wädenswil in  Zwitserland en ontstaan uit een kruising van (Idared × Maigold) × Elstar. 
Junami moet geplukt worden vanaf de vierde week september en is verkrijgbaar van januari tot juli. In 2008 werd er in Nederland 3 miljoen kg appels van dit ras  geoogst.
Junami is kwekersrechtelijk beschermd en is een clubras. De houders van het kwekersrecht sponsoren het RTL 4-programma 'Help, ons kind is te dik, een gezonder gezinsleven'.

## Ziekten
Junami is weinig vatbaar voor vruchtboomkanker (Nectria galligena) en tamelijk vatbaar voor schurft (Venturia inaequalis) en meeldauw (Podosphaera leucotricha).